# Horex Imperator-serie
De Horex Imperator was een motorfiets die het Duitse merk Horex produceerde van 1954 tot 1959. In de jaren negentig werd de naam "Horex Imperator" gebruikt door een Taiwanees bedrijf dat 125cc-motorfietsje bouwde.

## Voorgeschiedenis
Na de Tweede Wereldoorlog was Horex in Bad Homburg het eerste Duitse motorfietsmerk dat van de geallieerden weer motorfietsen boven 250 cc mocht maken. Dat werd de Horex Regina, een 350cc-eencilinder waarvan al snel zowel een 250- als een 400cc-versie verscheen. De Regina 4 (400) was vooral bedoeld als zijspantrekker en was in 1953 op de markt gekomen. Hoofdingenieur Hermann Reeb was al veel eerder begonnen met de ontwikkeling van een 500cc-prototype, dat hij al rond 1950 "Imperator" noemde, maar dat nooit in productie kwam. Reeb had echter wel een voorliefde voor paralleltwins. In de jaren dertig had hij al de 600cc-Horex S 6 en de 800cc-Horex S 8 ontwikkeld. 

### Horex Imperator 500 prototype
Vlak voor kerst 1950 had hoofdingenieur Hermann Reeb een prototype van de nieuwe 500cc-tweecilinder Horex Imperator klaar. Het 30pk-sterke prototype werd tijdens de Frankfurter Messe aan het publiek voorgesteld, maar het was nog niet productierijp. Wel had Reeb een unieke manier gevonden om de bovenliggende nokkenas aan te drijven: een ketting die door een schacht tussen de beide cilinders liep. Op dit systeem werd patent verkregen (Patentschrift Nr. 893 875, Deutsches Patentamt). Het blok kende nog een aantal problemen, waaronder de olietoevoer en de - naar rechts verhuisde - primaire aandrijving. Bovendien was de machine met een droog gewicht van 175 kg nog veel te zwaar. Dat had alles te maken met het gebrek aan middelen en tijd die Reeb tot zijn beschikking had. Ook het frame was nog niet sterk genoeg. Hoofdingenieur Hermann Reeb had grote moeite met het oplossen van de problemen, terwijl hij tegelijkertijd nog aan de racemotoren moest werken. Door dit alles liepen de kosten hoog op en het project werd gestaakt. De vroegst mogelijke introductie van de 500cc-Imperator zou voorjaar 1953 zijn geweest. Het duurdere segment zou tegen die tijd weer zijn overgenomen door BMW (R 51/3 en R 68) en Zündapp (KS 601). Bovendien had Horex helemaal geen behoefte aan een nieuw, duur en krachtig model, nu de Horex Regina prima verkocht. Toch hadden speciaal geprepareerde Imperator 500's wel succes in races, o.a. met Friedel Schön.

## Horex Imperator 400
| De Horex Imperator met telescoopvork                                                                                                   |
| De Horex Imperator met schommelvoorvork, die in de jaren vijftig niet alleen moderner was, maar ook meer geschikt voor zijspangebruik. |
| |
| |

In 1954 had Reeb een paralleltwin gereed voor productie, maar het was een 400cc-model geworden. De machine werd als sportmotor op de markt gebracht en maakte dat met zijn 26pk-sterke motor ook wel waar. De 500cc-BMW R 50 leverde hetzelfde vermogen maar was veel minder vlot gelijnd. De zweefzadels van de Regina-serie waren afgezworen, evenals de plunjervering achter. In plaats daarvan had de Imperator een duozadel en een swingarm met twee hydraulisch werkende veer/demperelementen. Voor had de machine een telescoopvork, maar vanaf 1955 konden klanten ook kiezen voor een schommelvoorvork, die in de jaren vijftig vooral in Duitsland in zwang was en die ook meer geschikt was bij het gebruik als zijspantrekker. Het blok was ten opzichte van het oude prototype helemaal veranderd. De bovenliggende nokkenas werd door een ketting tussen de beide cilinders aangedreven. De secundaire transmissie dreef een meervoudig natte platenkoppeling aan en daarachter zat een vierversnellingsbak die links werd geschakeld (de Regina had het schakelpedaal nog aan de rechterkant) middels een hak-teen schakeling. Het achterwiel werd aangedreven door een geheel door een kettingkast ingesloten ketting. De productie werd in 1959 beëindigd toen Fritz Kleemann het bedrijf afbouwde. 

## Horex Imperator stationaire motor
De motor van de Horex Imperator werd in een tot 18 pk geknepen versie als stationaire motor aan de landbouwwerktuigenfabrikant Fahr verkocht. 

## Horex Imperator 125 en Horex Regent 125
In 1997 verschenen er twee lichte 125cc-motorfietsjes op de markt, die geproduceerd waren in Taiwan maar die de merknaam "Horex" droegen. Een van deze motorfietsjes was een custom met de naam "Imperator 125", het tweede een toermodel met de naam "Regent 125". Beide werden ze aangedreven door een 125cc-kopklepmotortje. 

## Technische gegevens Taiwanese 125cc-modellen
| Horex                  | Imperator 125                     | Regent 125                        |
| ---------------------- | --------------------------------- | --------------------------------- |
| Periode                | 1997-?                            | 1997-?                            |
| Categorie              | Custom                            | Toermotor                         |
| Motortype              | OHC                               | OHC                               |
| Bouwwijze              | Staande eencilinder               | Staande eencilinder               |
| Koeling                | Lucht                             | Lucht                             |
| Boring                 | 56,5 mm                           | 56,5 mm                           |
| Slag                   | 49,5 mm                           | 49,5 mm                           |
| Cilinderinhoud         | 124,1 cc                          | 124,1 cc                          |
| Max. Vermogen          | 13 pk bij 9.500 tpm               | 13 pk bij 9.500 tpm               |
| Topsnelheid            | 105 km/h                          | 105 km/h                          |
| Primaire aandrijving   | Tandwielen                        | Tandwielen                        |
| Koppeling              | Meervoudige natte plaat           | Meervoudige natte plaat           |
| Versnellingen          | 5                                 | 5                                 |
| Secundaire aandrijving | Ketting                           | Ketting                           |
| Rijwielgedeelte        | Semi-dubbel wiegframe             | Semi-dubbel wiegframe             |
| Voorvork               | Telescoopvork                     | Telescoopvork                     |
| Achtervork             | Swingarm                          | Monovering                        |
| Remmen                 | Schijfrem voor, trommelrem achter | Schijfrem voor, trommelrem achter |
| Tankinhoud             | 13 liter                          | 17 liter                          |
| Droog gewicht          | 138 kg                            | 138 kg                            |